# 松田利彦 (キックボクサー)
松田 利彦（まつだ としひこ、1960年1月 - ）は、日本の男性キックボクサー、現マーシャルアーツ日本キックボクシング連盟審判部長。埼玉県狭山市出身。
プロボクサーとして韓国でIBF世界ジュニアフライ級王座に挑戦した経験もある。

## 人物・来歴
以前から空手に興味を持っていた松田は、高校2年の時に電柱に張られていた道場生募集のポスターを見つけ、空手やキックボクシングを指導する士道館に入門する。入門3か月後に先輩に勧められキックボクシングを始める。18歳でプロデビュー。新格闘術日本フライ級王者になる。第一回格闘技の祭典では林田俊彦とマーシャルアーツ日本キックボクシング連盟（MA連盟）フライ級王座決定戦にて延長戦の末、判定勝ち、初代王者になる。
25歳でボクシングを始め、士道館が当時設立されたばかりのIBFの日本支部、日本IBFに加盟したのを機にプロボクシングのリングに上がることになる。デビュー戦でIBF日本フライ級王座を獲得。2戦目は敗北。3戦目は勝った方がジュニアフライ級に落として韓国でIBF王座に挑戦するという試合だったが、これに勝利し、1987年7月5日、韓国でIBF世界フライ級王者、崔漸煥に挑戦したが、ボクシング経験の浅い（3戦2勝1敗）松田は4回KOで敗れた。
その後、キックボクシングに復帰するが、MA連盟バンタム級王者鴇稔之（目黒ジム）との敗戦を最後に引退した。キック引退後は空手選手として空手道の大会に出場しキック、国際式、空手の王者になり三種目制覇を目指していた。その後MA連盟のレフェリーとなり、現在は審判部長を務めている。

## 獲得タイトル
- 新格闘術日本フライ級王座（日時、詳細は不明）
- 初代IBF日本フライ級王座（日時、詳細は不明）
- マーシャルアーツ日本キックボクシング連盟フライ級王座（1988.4/2　両国国技館　88格闘技の祭典）

## 備考
1. ↑  この世界戦の模様は月刊誌 「ゴング格闘技」 1987年9月号にモノクロ3ページ、カラー2ページにわたって紹介された。士道館の添野義二会長もこの試合に同行した。